# Seven Churches
| Críticas profissionais | Críticas profissionais |
| Avaliações da crítica  | Avaliações da crítica  |
| Fonte                  | Avaliação              |
| ---------------------- | ---------------------- |
| About.com              | (favorável)            |
| Allmusic               | [ 3 ]                  |
| Spin                   | (favorável)            |

Seven Churches é o álbum de estreia da banda estadounidense de death metal Possessed. O título do álbum se refere às Sete igrejas da Ásia Menor, mencionadas no Livro da Revelação (Apocalipse). A faixa "The Exorcist"
começa com a versão de Tubular Bells (de Mike Oldfield) feita pelo produtor Randy Burns, arranjada e performada como no filme de terror homônimo de 1973. O site About.com colocou o álbum em primeiro lugar numa lista de "10 álbuns essenciais de death metal".
É considerado o álbum que marca o início do Death Metal, onde bandas como Morbid Angel e Deicide possuem um apelo característico do Possessed.

## Faixas
| N.º            | Título            | Letras         | Música          | Duração |  |
| 1.             | "The Exorcist"    | Torrao         | Torrao          | 4:51    |  |
| 2.             | "Pentagram"       | Becerra        | Torrao          | 3:34    |  |
| 3.             | "Burning in Hell" | Becerra        | Torrao          | 3:10    |  |
| 4.             | "Evil Warriors"   | Becerra        | Torrao          | 3:44    |  |
| 5.             | "Seven Churches"  | Becerra        | Torrao, LaLonde | 3:14    |  |
| 6.             | "Satan's Curse"   | Torrao         | Torrao          | 4:15    |  |
| 7.             | "Holy Hell"       | Becerra        | Torrao          | 4:11    |  |
| 8.             | "Twisted Minds"   | Becerra        | Torrao          | 5:10    |  |
| 9.             | "Fallen Angel"    | Becerra        | Torrao          | 3:58    |  |
| 10.            | "Death Metal"     | Becerra        | Torrao          | 3:14    |  |
| Duração total: | Duração total:    | Duração total: | Duração total:  | 38:03   |  |

## Créditos
- Jeff Becerra - vocal e baixo
- Mike Torrao - guitarra
- Larry Lalonde - guitarra
- Mike Sus - bateria
- Randy Burns − teclado nas faixas 1 e 9